# Мішель Фрімен
Мішель Фрімен (англ. Michelle Freeman; нар. 5 травня 1969, Сент-Кетерин, Ямайка) — колишня ямайська легкоатлетка, яка спеціалізувалась з бігу на короткі дистанції, а нині — тренер з легкої атлетики у США.
У 1997 році визнана спортсменкою року на Ямайці.

## Спортивна кар'єра
Мішель Фріман — учасниця трьох поспіль літніх Олімпійських ігор (1992—2000), де змагалась у бігу на 100 метрів з бар'єрами і жіночій устафеті 4×100 метрів, виборовши бронзову медаль.
Мішель Фріман брала участь у дев'яти чемпіонатах світу ІААФ (п'ять у приміщенні та чотири на відкритому повітрі), здобувши золоту медаль на Чемпіонаті світу ІААФ у приміщенні 1997 року в бігу на 60 метрів з бар'єрами у Парижі (Франція) та срібну медаль на чемпіонаті 2001 року у приміщенні в Лісабоні (Португалія). Також вона здобула бронзову медаль з бігу на 100 метрів з бар'єрами на чемпіонаті світу 1997 року в Афінах (Греція).

## Тренерська кар'єра
Тренерську кар'єру розпочала у 2000 році в Техасі. Виконувала обов'язки помічника тренера, тренера-добровольця та тренера з силових і кондиційних сил. Перебуваючи в Техасі, Фріман працювала зі спринтами, бар'єрами та стрибками, одночасно керуючи програмами силових тренувань.
Протягом 2013—2017 років працювала помічником тренера зі спринтів і бар'єрів у Сан-Дієго. Серед кращих її учнів варто відзначити Ешлі Гендерсон.
У серпні 2017 року призначена помічником тренера з легкої атлетики у Вірджинії, виконуючи функції тренера зі спринтів і бар'єрів у «Кавальєрс». Серед її вихованців перспективні легкоатлети, такі як: Анна Джефферсон, Андренет Кнайт, Брендон Аутлов, Джордан Вілліс, Голлі Газзард та інші.